# .ve
A .ve Venezuela internetes legfelső szintű tartomány kódja, melyet 1991-ben hoztak létre. A harmadik szinteken megszorítások nélkül lehet regisztrálni.

## Második szintű tartománykódok
- com.ve
- net.ve
- org.ve
- info.ve
- co.ve
- web.ve